# It Snows in Hell
It Snows in Hell är en låt av bandet Lordi från skivan The Arockalypse som kom ut 2006.
Bruce Kulick spelade gitarr.

## Låtlista
1. It Snows in Hell (Single Version)
2. Evilove